# Cryptotermes fatulus
Cryptotermes fatulus är en termitart som först beskrevs av Light 1935.  Cryptotermes fatulus ingår i släktet Cryptotermes och familjen Kalotermitidae. Inga underarter finns listade i Catalogue of Life.